# Pearl Mackie

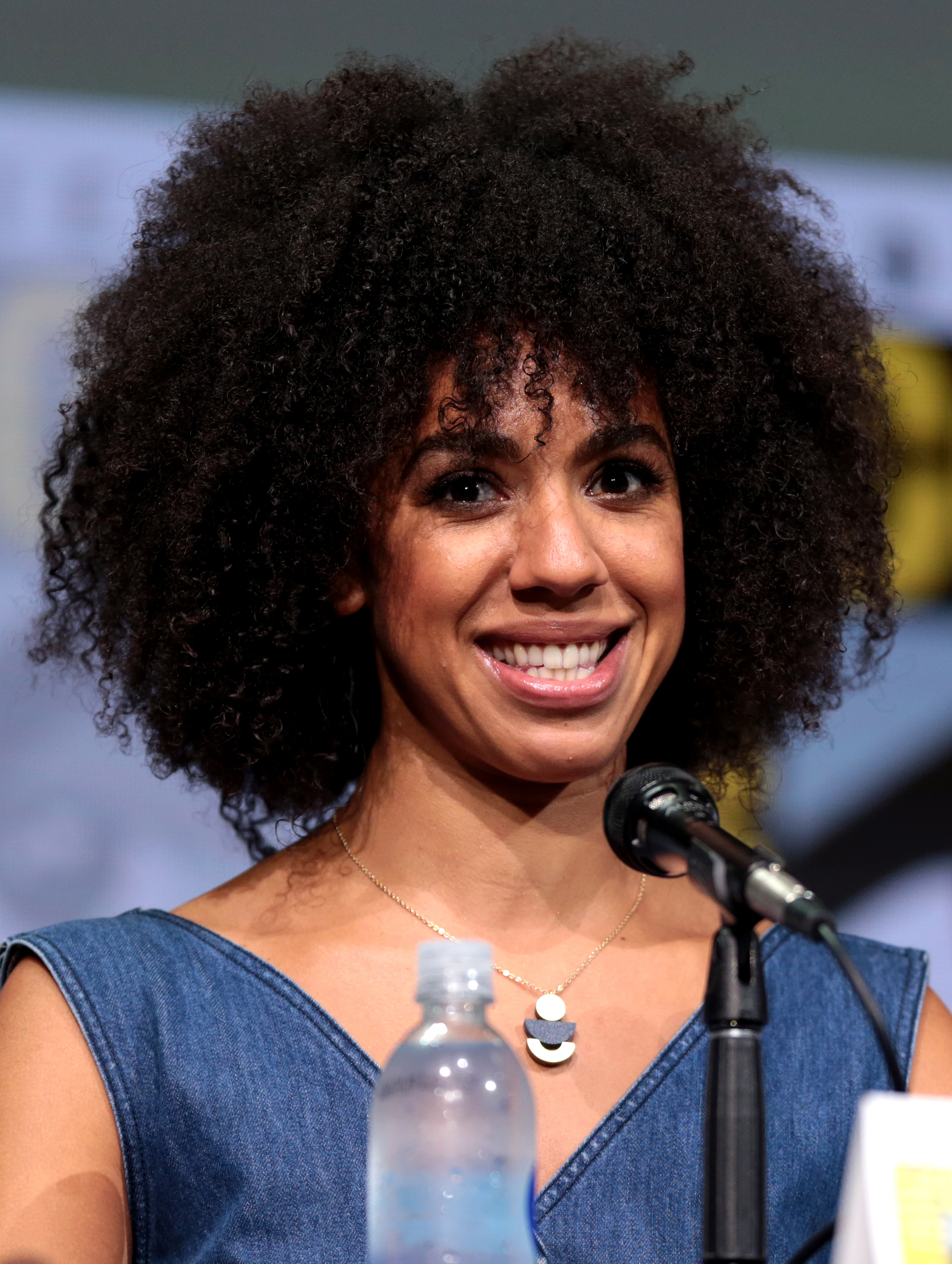
Pearl Mackie auf der Comic-Con in San Diego im Juli 2017

Pearl Mackie (* 29. Mai 1987 in Brixton, London, England) ist eine britische Schauspielerin. Einem breiteren Publikum wurde sie am 23. April 2016 bekannt, als sie als neue Begleiterin des Doktors aus der britischen Fernsehserie Doctor Who vorgestellt wurde.

## Leben
Pearl Mackie ist in Brixton im Süden von London geboren und aufgewachsen.  Mackie besuchte die University of Bristol und machte 2010 ihren Abschluss an der Bristol Old Vic Theatre School. Sie arbeitet als Schauspieltutorin für Kinder an der Troupers Schauspielschule. Mackie spricht Englisch, Französisch und Spanisch. Neben ihrer Schauspielarbeit singt und tanzt sie.

## Karriere
Aktuell spielt Mackie im britischen Royal National Theatre in der Produktion Supergute Tage oder Die sonderbare Welt des Christopher Boone mit. Daneben hatte sie viele weitere Theaterauftritte. So war sie unter anderem als Computergenie Mia in Crystal Springs am Park Theatre sowie als Cece und Caits in Obama-ology am Finborough Theatre in London zu sehen. Ihre ersten Engagements in der Film- und Fernsehbranche hatte sie 2013 mit dem Film Svengali – Das Leben, die Liebe und die Musik, in der sie in einer Nebenrolle neben Martin Freeman, Johnny Owen und Vicky McClure zu sehen war. Ihr Fernsehdebüt gab sie 2014 in einer Folge der BBC-Serie Doctors. Auch spielte sie in einem Musikvideo der Band Years & Years – neben Ben Whishaw und Tuppence Middleton – mit.
Am 23. April 2016 wurde Mackie als insgesamt 41. Begleiterin des Doktors bekanntgegeben. Sie löste damit Jenna Coleman als Begleiterin des 12. Doktors ab. Sie spielte die Figur der Bill Potts in der zehnten Staffel, die ab dem 15. April 2017 ausgestrahlt wird.

“Reading the script at the audition I thought Bill was wicked. She’s cool, strong, sharp, a little bit vulnerable with a bit of geekiness thrown in.”

„Während ich beim Vorsprechen das Drehbuch las, dachte ich, dass Bill abgefahren ist. Sie ist cool, stark, scharfsinnig, ein kleines bisschen verwundbar und hat dazu noch etwas ‚Geekiges‘.“

Sie war damit die erste schwarze Begleiterin seit Freema Agyeman.

## Filmografie (Auswahl)
- 2013: Svengali – Das Leben, die Liebe und die Musik (Svengali)
- 2014: Doctors (Fernsehserie, Folge 15x195)
- 2015: Date Aid (Kurzfilm)
- 2017: Doctor Who (Fernsehserie, 13 Folgen)
- 2020: Horizon Line
- 2021: The Long Call (Fernsehserie, 4 Folgen)
- 2022: Lloyd of the Flies (Animationsserie, 17 Folgen, Synchronstimme)
- 2023: Tom Jones (Fernsehserie, 4 Folgen)
- seit 2023: Diplomatische Beziehungen (The Diplomat, Fernsehserie)
- 2024: Tyger

## Theater
| Jahr      | Titel                                             | Rolle                              | Theater                                           | Ort      | Einzelnachweise |
| --------- | ------------------------------------------------- | ---------------------------------- | ------------------------------------------------- | -------- | --------------- |
| 2010      | The Comedy Of Errors                              | Adriana                            | Circomedia                                        | Bristol  | [ 17 ] [ 18 ]   |
| 2010      | The Crucible                                      | Tituba                             | Theatre Royal                                     | Bristol  | [ 19 ]          |
| 2012      | Only Human                                        | Nina                               | Theatre 503                                       | London   | [ 20 ]          |
| 2012      | Home                                              | Woman 1/Pattie Mae                 | The Last Refuge                                   | London   | [ 21 ]          |
| 2014      | Crystal Springs                                   | Mia                                | Park Theatre                                      | London   | [ 22 ]          |
| 2014      | Obama-ology                                       | Cece                               | Finborough Theatre                                | London   | [ 23 ]          |
| 2014      | Disnatured: Shakespeare in Shoreditch             | Regan                              | RIFT Theatre’s Shakespeare in Shoreditch Festival |          | [ 24 ] [ 25 ]   |
| 2014      | Hello Kind World                                  |                                    | The Drayton Arms                                  | London   | [ 26 ]          |
| 2015      | The Helen Project                                 |                                    | The Face To Face Festival                         | London   | [ 27 ]          |
| 2015      | A Mad World, My Masters                           | Truly Kidman                       | Theatre Royal                                     | Brighton | [ 28 ]          |
| 2015–2016 | The Curious Incident of the Dog in the Night Time | Punk Girl/Information Lady & No.40 | National Theatre West End                         | London   | [ 29 ]          |

## Nominierungen
BBC Carleton Hobbs Award
- 2010: Outstanding Duologues (im BOVTS Theaterstück Noughts & Crosses, geteilt mit Roddy Peters)[30]